# Relaciones bilaterales entre México y la Santa Sede (1821-1855)
Relaciones bilaterales entre México y la Santa Sede (1821-1855) 
Las relaciones entre México y la Santa Sede se interrumpieron a raíz de la Independencia. La Santa Sede reconoció al nuevo país en 1836. México tenía dos problemas con relación a la Iglesia; uno era el Real Patronato y otro era el nombramiento de obispos.

## Real Patronato
El Regio Patronato fue otorgado el 16 de noviembre de 1501. El Papa Alejandro VI les otorgó como privilegio a los reyes católicos, la cesión de diezmos procedentes de todas las colonias, privilegio condicionado a que los reyes se responsabilizaran de la evangelización de indios y de que garantizaran la creación y financiamiento de las construcciones eclesiásticas. 
Por su parte el papa Julio II, mediante un privilegio expedido en 1508, concedió a Fernando el Católico el derecho exclusivo del control real sobre la fundación y construcción de todas las iglesias, monasterios y hospitales en tierra americana. Además el rey designaría las dignidades eclesiástica (arzobispos, obispo, etcétera) y podría cambiar las sedes episcopales cuando lo considerara conveniente.
El Patronato es la suma de privilegios con algunas cargas que otorga la Iglesia a los fundadores católicos de iglesias. Los privilegios consisten en el derecho de escoger clérigos para la Iglesia y en tener inmunidad eclesiástica y una jurisdicción especial. En contrapartida el patronato debía mantener al clero, facilitar y construir hospitales, iglesias y centros benéficos. Para poder mantener al clero, la Santa Sede le otorgó a la Corona el diezmo de las rentas. La corona española utilizó su poder otorgado en el Patronato para preservar su dominio. El control que tuvieron en el manejo de las rentas, en los asuntos religiosos y en la elección del episcopado fueron factores que permitieron ese objetivo. 

## Plan de Iguala
El Plan de Iguala contenía tres artículos centrales: la independencia de México bajo una monarquía moderada y constitucional, la religión católica como religión de Estado y la creación del Ejército Trigarante, el cual debía proteger y llevar a cabo el plan.

## El fin del patronato
Una vez alcanzada la Independencia de México y garantizados los privilegios del clero por los Tratados de Córdoba, los obispos de México consideraron que había llegado el momento para terminar con el patronato que ligaba a la Iglesia Mexicana con la Corona española.
En el México independiente hubo dos posturas frente al problema del patronato. Una, del alto clero y sus partidarios, se basaba en una interpretación que sostenía que el patronato no había sido otorgado a la nación española; sino que había sido concedido a los reyes de Castilla por la Santa Sede, por lo cual para que México pudiera ejercer el patronato se necesitaba un concordato con la Santa Sede. En contraposición existía otra corriente, inspirada en la doctrina regalista del siglo XVIII, que interpretaba la cuestión del patronato como una prerrogativa que la Santa Sede había concedido a la nación española y no a la persona del rey. Por consiguiente, al haber roto los lazos con España, esa prerrogativa pasaba al Estado Mexicano sin necesidad de solicitar la autorización del papa.
En febrero de 1822, la Regencia encabezada por Agustín de Iturbide, Antonio Joaquín Pérez Martínez, obispo de Puebla; y Manuel de la Bárcena, convocó una junta diocesana para que resolviera diversos problemas eclesiásticos. En marzo de ese año, se efectuó su primera reunión, la cual resolvió que para que el gobierno mexicano pudiera ejercer ese privilegio, lo tendría que obtener directamente de la Santa Sede. Sin embargo, la Santa Sede no reconocía otra autoridad que no fuera el rey; la Santa Sede no otorgó ese beneficio, ya que sería reconocer la independencia de México. La junta también acordó que mientras no hubiera un acuerdo entre la Santa Sede y el gobierno mexicano, el patronato pasaba a los obispos. Los diocesanos, por lo tanto, nombrarían a los curas para ocupar los beneficios vacantes. Se acordó que el poder civil podría excluir a los sacerdotes que por razones políticas no fueran de su agrado. Las resoluciones de la junta diocesana fueron aceptadas por la Regencia y posteriormente por el imperio de Iturbide.
A la caída del Imperio, la polémica continuó. En 1833 Valentín Gómez Farías incorporó de hecho al Estado las propiedades que pertenecían al mencionado Patronato Real. Hasta 1855 se considera como patronato de hecho; el gobierno mexicano podía intervenir en la nominación de obispos, presentando una lista de sacerdotes seleccionados por el estado. Sin embargo, el que México haya tenido 38 gobiernos en esa etapa, hizo impracticable dicha posibilidad.

## El clero tras la independencia de México
El segundo problema fue que México al ser un país católico, declarado en la Constitución Federal de 1824, lograra que la Santa Sede nombrara obispos, ya que no había suficientes obispos, para 1827, la iglesia contaba con un solo obispo, el de Puebla. 
En 1831 los Cabildos, que en total tenían 181 prebendas, tenían vacantes 93. El clero secular se había reducido numéricamente en 1810 había 2,282 sacerdotes. Sin embargo, en la guerra de Independencia, murieron más de 200, cerca de 300 se fueron a España, otros fallecieron, la falta de vocaciones y la dificultad para la ordenación hicieron lo demás.
También el clero regular disminuyó. De los 208 conventos que había al acabar la guerra de Independencia, quedaban sólo 155 y unos 1,700 frailes, de todas las órdenes. Ante esta situación, Francisco Pablo Vázquez, en sus negociaciones con Roma, centró sus esfuerzos en solicitar que el Papa nombrara obispos en propiedad para las sedes vacantes, dejando de lado el problema del patronato; argumentando que sólo se trataba de un asunto espiritual.

## El nombramiento de obispos
En 1831, después de largas negociaciones, Gregorio XVI más enérgico que sus antecesores, León XII y Pío VIII, y apoyado por su incondicional Secretario de Estado, el cardenal Luigi Lambruschini, nombró a seis obispos, entre ellos Francisco Pablo Vázquez se restauraron las diócesis y para 1851 los seminarios aumentaron el número de sacerdotes a 3,232. Con esa decisión, por primera vez se nombraron obispos para la diócesis mexicana; sin necesitar el permiso de la Corona española. Entre las personas que participaron en el proceso, estuvieron: Pedro Pablo Vázquez, el Papa Gregorio XVI e Ignacio Valdivieso. 

### Francisco Pablo Vázquez
Francisco Pablo Vázquez, canónigo de Puebla, de 1830 a 1832 llevó a cabo una misión diplomática ante la Santa Sede; la misión consistó en que la Santa Sede nombrara obispos para México. Hubo dificultades por la negativa del gobierno español; incluso todos los arreglos que la Santa Sede trató de mediar entre México y España fracasaron. En primera instancia la Santa Sede propuso a Vázquez nombrar a los obispos in partibus infidelium; pero, esta proposición le pareció al sacerdote poblano una ofensa a México, ya que lo rebajaba a un pueblo evangelizado y ostentaba a la condición de titulares a los obispos (título que se les daba en el siglo XVI), y esto no encajaba con la realidad mexicana de la época. Finalmente con la ayuda del Papa Gregorio XVI fue consagrado en Roma como obispo de Puebla en marzo de 1831. Vázquez actuó como jefe de hecho del episcopado mexicano hasta la consagración de Manuel Posada y Garduño como arzobispo metropolitano de la Ciudad de México, en abril de 1840.

### Gregorio XVI
El Papa Gregorio XVI (pontífice de 1831 a 1846), también nombrado como el nuevo Colón de América, declaró que la Iglesia es universal y no debe ser parcial en efectos políticos. Así, actuó con rapidez y el 28 de febrero de 1831, con apenas veinte días de su pontificado, preconizó a seis sacerdotes mexicanos para ocupar las sedes de Puebla, Monterrey, Durango, Michoacán, Chiapas y Guadalajara.

### Ignacio Valdivieso
Ignacio Valdivieso fue un representante importante de México ante la Santa Sede; fue él quien acompañó al Papa Pío IX en su destierro en la fortaleza de Gaeta en 1849.

## España
Ante la independencia, España intentó recuperar Nueva España por lo que Fernando VII ejerció presión por medio de los embajadores en Roma ante los Papas (Pío VII, León XII y Pío VIII); esta presión tuvo como objetivo que los fieles católicos mexicanos se dieran cuenta que la independencia de México traía como consecuencia que el Pontificado no nombrara obispos titulares para el país. España rehusaba reconocer la independencia México y exigía seguir nombrando a los titulares de los cargos eclesiásticos. Pío VIII (1829-1830), en su breve pontificado de ocho meses, no quiso ofender Fernando VII y se abstuvo de nombrar obispos residenciales, mostrando que no reconocía la independencia de México.

## La Santa Sede reconoce México Independiente
En noviembre de 1836, las relaciones entre la Santa Sede y el gobierno mexicano quedaron plenamente establecidas. En julio de 1835 España había roto relaciones con el Santa Sede. El período triangular (España-Vaticano-México) se había roto.
En 1849, José Joaquín Herrera ofreció México como tierra de exilio para el desterrado pontífice Pío IX. El Papa agradeció la oferta del presidente y del Congreso mexicano pero la declinó. (En 1851, la Santa Sede nombró a monseñor Luigi Clementi como el primer delegado apostólico en México, cuya misión culminó en 1861. ' Cuando Gregorio XVI reconoció la Independencia de México recibió como ministro extraordinario y plenipotenciario a Manuel Díez de Bonilla. En intercambio, Pío IX nombró a Luigi Clementi, quien llegó a México en 1851.

## Leyes de Reforma
La Ley de Administración de Justicia y Orgánica de los Tribunales de la Nación del Distrito y Territorios conocida como La Ley Juárez, de 22 de noviembre de 1855, suprimió los tribunales especiales que tenían ciertas corporaciones que databan de la Colonia fue dictada por el presidente Juan Álvarez, y elaborada por Benito Juárez, quien era ministro de justicia.
Es considerada la primera de las leyes de Reforma. Fue seguida de la Ley de Desamortización de las Fincas Rústicas y Urbanas de las Corporaciones Civiles y Religiosas de México, conocida como Ley Lerdo (1856) la Ley del Registro Civil (1857), la Ley de Nacionalización de los Bienes Eclesiásticos y Libertad de Cultos (1859-1860) y la Constitución de 1857 desataron la guerra civil, llamada guerra de Reforma o de los tres años en la que se dirimieron el papel del clero y las relaciones entre la Iglesia y el Estado. 